# One by one
One by one is het vierde studioalbum van de rockgroep Foo Fighters, uitgebracht op 22 oktober 2002.

## Achtergrondinformatie
Het is het eerste album met Chris Shiflett op de gitaar. Er bestaan twee versies van dit album: een met een witte cover (met alleen een cd) en een ander met een zwarte cover (CD en een in gelimiteerde oplage gedrukte dvd). De Limited Edition DVD bevat zowel audio- en videoversies (stereo en 5.1 Mixes) van "All my life" en "Walking a Line" en alleen-audioveries van "The one", naast de andere features.
Het album is het minst favoriete album van leadzanger Grohl: "Ik was nogal geïrriteerd door mezelf bij de laatste plaat. Vier van de nummers waren goed, de andere zeven heb ik verder nooit in mijn leven gespeeld. We zijn er snel in gegaan, en er snel uit gegaan."
Het album gaf de Foo Fighters hun eerste #1-positie in het Verenigd Koninkrijk en de #3 plek in de Amerikaanse Billboard 200. In de meeste landen haalde het de top 20, waaronder in Nederland. Het nummer "All my life" heeft in 2002 een Grammy Award voor Best Hard Rock Performance gekregen. Het jaar daarop werd er een Grammy gegeven voor 'Best Rock Album'.

## Tracklist
| 1. "All my life" - 4:23 2. "Low" - 4:28 3. "Have it all" - 4:58 4. "Times like these" - 4:26 5. "Disenchanted lullaby" - 4:33 6. "Tired of you" - 5:12 7. "Halo" - 5:06 8. "Lonely as you" - 4:37 9. "Overdrive" - 4:30 10. "Burn away" - 4:59 11. "Come back" - 7:58 - Brian May, gitarist van Queen, speelt mee als gastmuzikant in het nummer "Tired of you". | Het label BMG heeft in 2003 een tweede versie van dit album uitgebracht, dat alleen in Europa verkrijgbaar was. Naast de bovenstaande nummers zijn er 6 bonusnummers aan het album toegevoegd. 1. "Walking a line" - 3:56 2. "Sister Europe" (cover van The Psychedelic Furs) - 5:10 3. "Danny says" (cover van Ramones) - 2:58 4. "Life of illusion" (cover van Joe Walsh) - 3:40 5. "For all the cows" (Live in De Melkweg, op 29 februari 2000) 6. "Monkey Wrench" (Live in the Chapel, Melbourne, Australië, 2 februari 2000) - "All my life" Video / 5.1 Audio / Stereo Audio versies - "Walking a line" Video / 5.1 Audio / Stereo Audio versies - "The one" 5.1 Audio / Stereo Audio versie - Extra's - Making of video + andere clips - DVD-ROM - Screensavers, Buddy Icons & Weblinks - Photo Gallery |